# Portret artysty z czasów młodości
Portret artysty z czasów młodości (ang. A Portrait of the Artist as a Young Man) – powieść Jamesa Joyce’a publikowana w odcinkach w latach 1914–1915 w miesięczniku literackim „The Egoist”, wydana w 1916 w Nowym Jorku przez Benjamina Huebscha; powieść na język polski przełożył Zygmunt Allan (1931).
Powieść jest uznawana za powieść autobiograficzną. Przedstawia wczesne lata życia bohatera Stephana Dedalusa i jego drogę do odkrycia w sobie powołania artysty. Przyjmuje się, że w postaci Dedalusa Joyce sportretował samego siebie.
„Portret...” jest przykładem powieści künstlerroman (szczególny rodzaj bildungsroman) w literaturze angielskiej. Joyce przedstawia proces intelektualnego, religijnego i filozoficznego dojrzewania młodego Dedalusa jako artysty, W miarę postępowania akcji powieści, Stephen Dedalus zaczyna także podawać w wątpliwość katolickie i irlandzkie wartości, na których został wychowany. Ostatecznie bohater udaje się do Paryża, aby tam realizować się jako artysta. W powieści można zaobserwować elementy modernistyczne, które Joyce w pełni rozwinął w powieściach Ulisses (1922) i Finneganów tren (1938).
Powieść na język polski przełożył Zygmunt Allan (1931) i Jerzy Jarniewicz (2005); ten drugi pod zmienionym tytułem Portret artysty w wieku młodzieńczym.

## Wątek
Młody Stephen Dedalus podlega wpływom wiary katolickiej i irlandzkiego nacjonalizmu. Uczęszcza do katolickiej, surowej szkoły Clongowes Wood College. Początkowo czuje się w niej samotny, zagubiony i stęskniony za domem. Później odnajduje swoje miejsce w grupie uczniów. Radość sprawiają mu wizyty w domu rodzinnym pomimo niesnasek wśród członków rodziny wywołanych śmiercią Charlesa Parnella. Ten drażliwy temat staje się przyczyną gwałtownego sporu przy bożonarodzeniowyn obiedzie.
Ojciec Stephena, Simon, ma kłopoty finansowe i po letnim pobycie w domu Stephen dowiaduje się, że nie będzie uczęszczał do Clongowes. Rodzina przeprowadza się do Dublina, gdzie Stephen rozpoczyna naukę w prestiżowej szkole Belvedere, odnosząc sukcesy jako pisarz i aktor szkolnego teatru.
Pierwsze doświadczenie seksualne z dublińską prostytutką wywołuje poczucie winy i wstydu w Stephenie. Próbuje pogodzić młodzieńcze pożądanie z katolicką moralnością i opinią swojego środowiska. Wreszcie Dedalus odrzuca wszelkie społeczne, rodzinne i religijne ograniczenia, aby poświęcić się pisarstwu. 